# Петър Кънчев (футболист)
Вижте пояснителната страница за други личности с името Петър Кънчев.
Петър Кънчев е български футболист, нападател. Играл е за Нефтохимик, Видима-Раковски, Академик (Свищов), Локомотив (Горна Оряховица) и Камено. От есента на 2005 г. играе за Несебър. От лятото на 2007 година е футболист на Спартак (Пловдив)[източник? (Поискан днес)]

## Статистика по сезони
- Нефтохимик – 1998/пр. - А група, 6 мача/1 гол
- Видима-Раковски – 1998/99 – В група, 19/6
- Видима-Раковски – 1999/ес. - Б група, 7/0
- Видима-Раковски – 2000/ес. - Б група, 4/0
- Видима-Раковски – 2001/02 – Б група, 16/3
- Видима-Раковски – 2002/03 – Б група, 18/15
- Видима-Раковски – 2003/ес. - А група, 3/0
- Академик (Свищов) – 2004/пр. - Б група, 13/6
- Локомотив (Горна Оряховица) – 2004/ес. - Б група, 11/3
- Академик (Свищов) – 2005/пр. - Б група, 10/4
- Камено – 2005/ес. - А ОФГ, 11/6
- Несебър – 2005/06 – Източна Б група, 12/4
- Несебър – 2006/07 – Източна Б група, 26/17
- Спартак (Пловдив) – 2007/08 – Източна Б група
- Локомотив (Стара Загора) – 2008/09 – Източна Б група
- ФК Равда – 2009/10 – В група